# ロンドウ州立公園
ロンドウ州立公園（英語、Rondeau Provincial Park）は、カナダ中部のオンタリオ州に設置されている州立公園である。本公園の敷地は、エリー湖の北岸に存在する長さ約8 kmの砂嘴の部分に当たる。このような場所にあるため、公園内では散策やキャンプなどの他に、カヌーなどの水上のレジャーも可能である。19世紀末に設立された、古くからある州立公園として知られる。

## 地理
ロンドウ州立公園は、北緯42度17分、西経81度53分付近に位置しており

、この場所はアメリカ合衆国との国境に近いものの、カナダのオンタリオ州南西端部のチャタム・ケントに属している

。
地形的には、五大湖の1つであるエリー湖の北岸に存在する長さ約8 kmの砂嘴の上に位置している。公園の面積は、約32.5 km2である

。
なお、この砂嘴によってエリー湖から隔てられている湾の部分は、ロンドウ湾（英語、Rondeau Bay）と呼ぶ

。

## 生物相

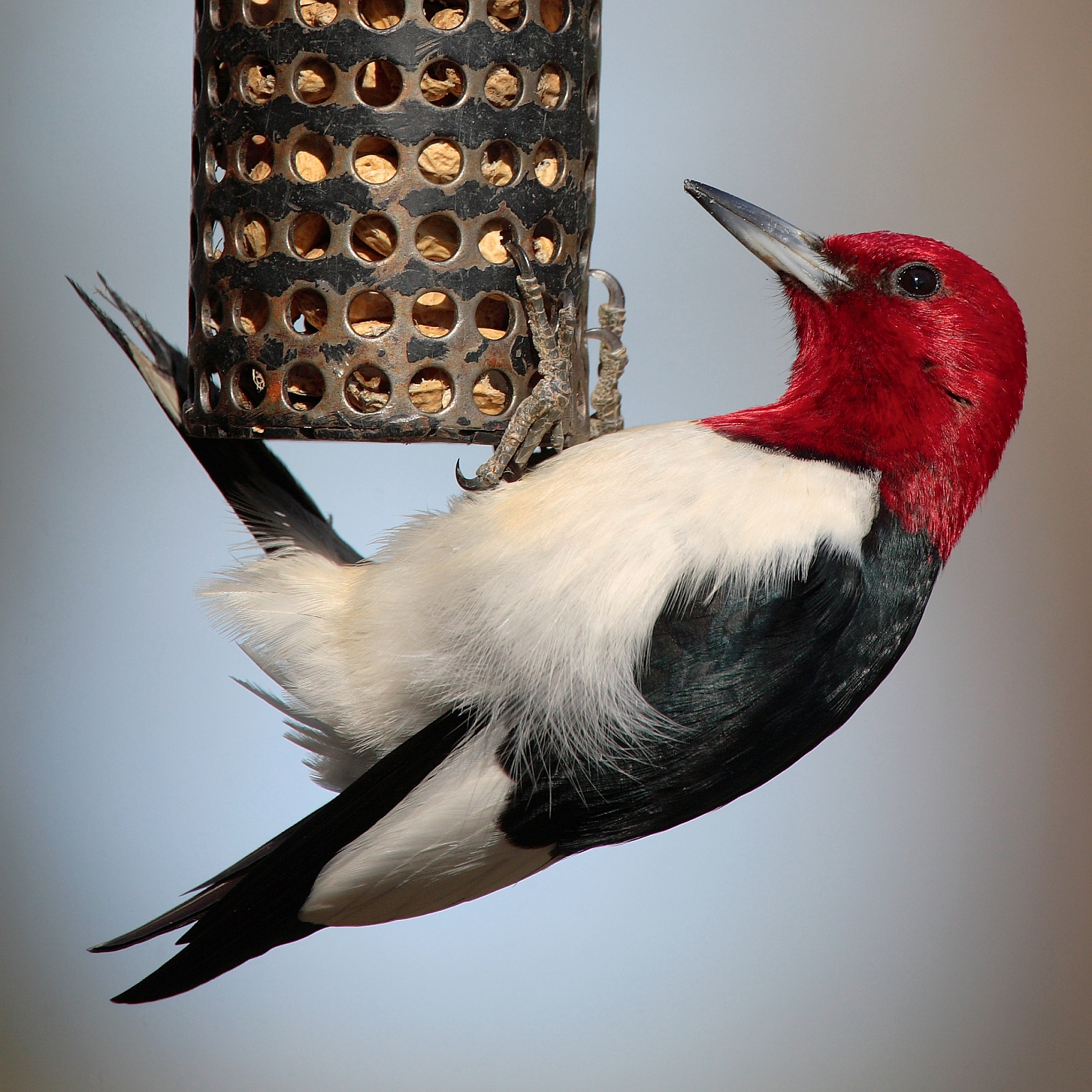
本公園内で撮影されたズアカキツツキ。

ロンドウ州立公園内では、維管束植物が850種、鳥類が340種、魚類が79種、哺乳類が35種ほど見られる

。
この他、爬虫類や両生類は、合わせて30種が見られる

。

## 歴史
ロンドウ州立公園は、オンタリオ州で2番目に古い州立公園であり、1894年9月8日の枢密院勅令によって設立された

。

## 名称について
公園名の「Rondeau」とは「水を取り巻く」といった意味のフランス語から来ており、ロンドウ湾を取り巻く砂嘴のことを指しているとされている。